# Mario Runco
Mario Runco (ur. 26 stycznia 1952 w Nowym Jorku) – amerykański fizyk, hydrolog, wojskowy i astronauta.

## Życiorys
Pochodzi z Bronksu, gdzie w 1970 ukończył szkołę. W 1974 uzyskał dyplom bakałarza z nauk o ziemi i planetach w City College of New York, a w 1976 magisterium z fizyki atmosfery na Rutgers University w New Brunswick w stanie New Jersey. Pracował jako badacz hydrologiczny, prowadząc badania wód gruntowych dla United States Geological Survey w Long Island. W 1977 wstąpił do policji stanowej New Jersey, ukończył New Jersey State Police Academy i pracował jako policjant do czerwca 1978, gdy wstąpił do United States Navy. We wrześniu 1978 skończył szkołę kandydatów na oficerów w Newport (Rhode Island), po czym został skierowany do laboratorium badawczego marynarki w Monterey (Kalifornia) jako badacz meteorolog, od kwietnia 1981 do grudnia 1983 służył na okręcie desantowym USS Nassau (LHA-4), później został instruktorem w laboratorium  Naval Postgraduate School w Monterey. Od grudnia 1985 do grudnia 1986 był oficerem jednostki oceanograficznej prowadzącej badania hydrograficzne i oceanograficzne na Morzu Jawajskim i Oceanie Indyjskim. 5 czerwca 1987 został wybrany przez NASA kandydatem na astronautę, zakwalifikował się jako specjalista misji w sierpniu 1988.
Od 24 listopada do 1 grudnia 1991 uczestniczył w misji STS-44, trwającej 6 dni, 22 godziny i 50 minut. Umieszczono wówczas na orbicie satelitę  wczesnego ostrzegania Defense Support Program (DSP). Od 13 do 19 stycznia 1993 brał udział w misji STS-54 trwającej 5 dni, 23 godziny i 38 minut. Jej uczestnicy umieścili na orbicie satelitę telekomunikacyjnego TDRS-6. Runco wykonał wówczas spacer kosmiczny, trwający cztery i pół godziny. Od 19 do 29 maja 1996 był specjalistą misji STS-77 z laboratorium Spacehab-LSM, trwającej 10 dni i 39 minut. Umieszczono na orbicie i przechwycono satelitę Spartan-207. Łącznie spędził w kosmosie 22 dni, 23 godziny i 7 minut. Grupę astronautów opuścił 27 czerwca 2002.